# Grayia (serpiente)
Grayia es un género de serpientes de la familia Colubridae. Es el único género de la subfamilia Grayiinae. Incluye a 4 especies que se distribuyen por África. 

## Especies
Se reconocen a las siguientes especies:
- Grayia caesar (Günther, 1863)
- Grayia ornata (Bocage, 1866)
- Grayia smythii (Leach, 1818)
- Grayia tholloni (Mocquard, 1897)